# Paralopostega callosa
Paralopostega callosa is een vlinder uit de familie van de oogklepmotten (Opostegidae). De wetenschappelijke naam van de soort is voor het eerst geldig gepubliceerd in 1921 door Swezey als Opostega callosa.